# Arechavaleta (Álava)
Arechavaleta (en euskera y oficialmente Aretxabaleta) es un concejo del municipio de Vitoria, en la provincia de Álava, País Vasco (España).

## Toponimia
En el año 1025 en la Reja de San Millán, consta como Harizaualleta o Harizavalleta.El topónimo Arechavaleta se compone, según Koldo Mitxelena, de tres elementos; areitz o aretx que quiere decir roble en los dialectos occidentales del euskera (en euskera batúa se dice haritz), aunque antiguamente tuvo un significado más amplio como "árbol"; la palabra zabal (ancho) y el sufijo -eta que indica pluralidad. El nombre por lo tanto podría traducirse como "sitio de robles anchos", "lugar de árboles anchos" o un nombre similar.

## Geografía física
Este concejo se encuentra 2 km al sur del centro de Vitoria y en la actualidad ha sido asimilado por el casco urbano de la ciudad. Forma parte de la denominada Zona Rural Suroeste de Vitoria. 
| Noroeste: Lasarte | Norte: Vitoria  | Nordeste: Vitoria |
| Oeste: Lasarte    |                 | Este: Mendiola    |
| Suroeste: Lasarte | Sur: Gardelegui | Sureste: Mendiola |

## Historia
El concejo es una de las aldeas viejas de Vitoria que fueron cedidas en 1258 a la villa.
A mediados del siglo XIX, cuando formaba parte del ayuntamiento de Ali, tenía 109 habitantes. Aparece descrito en el segundo volumen del Diccionario geográfico-estadístico-histórico de España y sus posesiones de Ultramar de Pascual Madoz de la siguiente manera:

ARECHAVALETA DE ALAVA: ald. en la prov. de que toma el nombre (¼ de leg.), dióc. de Calahorra (19), part. jud. de Vitoria (¼), y ayunt. de Ali (½): sit. en un alto, dominando á la cap. del part., y combatida por el viento N.: su clima frio, pero sano: la igl. parr. (San Juan Bautista) es anejo de las de Vitoria, y servida por 1 cura beneficiado: térm.: confina con Vitoria por N., por E. con Mendiola (½ leg.), por S. con Gardelegui (5"), y por O. con Armentia (½); abunda de buenas y abundantes fuentes, y tiene un r. que nace bajo el portillo del lobo, desde donde se dirige á Vitoria: el terreno se estiende ¼ de leg., y es de muy buena calidad; sus montes medianamente poblados, y prod. escelentes pastos: caminos: el que pasa por medio de la pobl. para Logroño, y se halla en buen estado: el correo se recibe de Vitoria: prod. trigo, cebada, habas, yero, rica, maiz, avena, patatas, varias legumbres, hortaliza y alguna fruta: cria ganado vacuno, caballar, lanar y de cerda: hay caza de perdices y codornices: ind. la agrícola, y 1 molino harinero: pobl.: 16 vec., 109 alm.: contr. (V. Alava intendencia.). Se hace mencion de este pueblo en el ant. catálogo de San Milan con el nombre de Harizaballeta; colocándole en la merind. de Melizhaeza. Es una de las que llaman ald. viejas, por ser las primeras que adquirió Vitoria por donacion del Rey D. Alonso X en el año 1258 en que se las habian ceddido los caballeros de Alava, como consta de instrumento existente en el archivo de esta c., de que tiene copia la real Academia de la Historia.
(Madoz, 1845, p. 504)

Décadas después, ya en el siglo XX, se describe de la siguiente manera en el tomo de la Geografía general del País Vasco-Navarro dedicado a Álava y escrito por Vicente Vera y López:

Arechavaleta.—Lugar distante de la capital 1,105 metros, con 24 edificios, de los cuales 2 son de pisos y 3 están sin habitar, poblado por 165 almas de hecho y de derecho, de las que son varones 87 y hembras 78. Su parroquia, de categoría rural de segunda, está dedicada á San Juan Bautista y pertenece al arciprestazgo de Armentia; además fuera del lugar está la ermita de San Miguel Arcángel. Tiene una escuela pública incompleta y una clase de adultos. Está situado en la carretera de Vitoria á Peñacerrada, pasando por Treviño. Confina al N. con Vitoria, al S. con Gardélegui, al E. con Mendiola y al O. con Armentia. Su término produce cereales, legumbres, hortalizas y frutas; se cría algún ganado vacuno, lanar, porcino y caballar. Es una de las aldeas viejas que los caballeros de Álava cedieron á D. Alfonso X en 1258. El catálogo de San Millán la menciona con el nombre de Harizaballeta, en la hermandad de Melizhaeza.

Los vecinos de este lugar disfrutan el aprovechamiento de los montes comunes de Labisabel y Los Tiemblos, de 201 hectáreas, plantados de hayas.
(Vera y López, 1915-1921, pp. 328-329)

En las últimas décadas, debido al crecimiento de Vitoria, el entorno del concejo se ha poblado de nuevos bloques de viviendas, de una fisonomía más urbana. Este concejo forma parte del barrio Aretxabaleta-Gardelegi que en los últimos años se ha creado en el Sur de la ciudad.

## Demografía
En 2018 el concejo cuenta con una población de 117 según el Padrón Municipal de habitantes del Ayuntamiento de Vitoria.

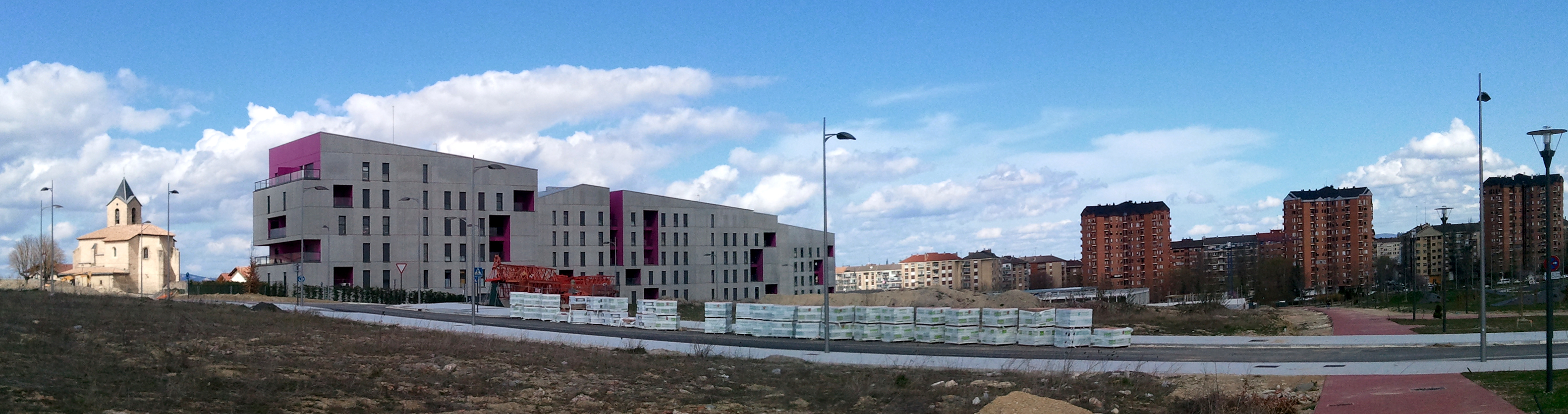
Panorámica de Arechavaleta (izda) con las nuevas edificaciones realizadas junto al antiguo casco del pueblo (centro) y el barrio vitoriano de San Cristóbal (dcha).

| Gráfica de evolución demográfica de Arechavaleta entre 2000 y 2017 |
|                                                                    |
| Población de derecho según los censos de población del INE.        |

## Cultura

### Patrimonio material
- Iglesia parroquial de San Juan Bautista, que ocupa la parte más alta del pueblo.
- Fuente-abrevadero-lavadero. Antigua instalación erigida para el abastecimiento de agua potable a las personas y al ganado de Aretxabaleta, localizada en el sector centro-oeste del concejo.[9]

### Patrimonio inmaterial
- Sus fiestas patronales se celebran el 24 de junio por San Juan.